# Трамвай Синтры
Трамвай Синтры — пригородная трамвайная линия, соединяющая португальский город Синтра с приморским курортом Прая-даш-Масанш. Длина линии — 11,0 км. Линия использует старинный подвижной состав.

## История
Первый участок линии, соединивший Синтру и пригород Колареш, открылся 31 марта 1904 года, а 10 июля того же года линия была продлена до Прая-даш-Масанш.
В 1950 году линия оказалась на грани закрытия, но городской совет настоял на сохранении работы трамвая, хотя бы в летний период. С 1953 года линия работает только летом, перевозя в основном туристов. В 1958 году был снят городской участок трамвайной линии. Если до этого линия начиналась возле Национального дворца Синтры, то после снятия части линии её конечная остановка переместилась на окраину города.
Трамвай закрылся в сентябре 1974 года, так как из-за Португальской революции практически иссяк поток туристов, которые составляли большую часть пассажиров линии. Работа трамвая была возобновлена только в 1980 году, при этом восстановлен был только пригородный участок линии («Банзан» — «Прая-даш-Масанш»).
В 1990 году трамвай почти не работал, потому что почти сразу после открытия летнего сезона работы на единственной тяговой подстанции Банзан сломался старый выпрямитель, который использовался со времён открытия линии в 1904 году.
В 1995 году казино «Эшторил» предоставило субсидию для реставрации трамвайного хозяйства. Планировалось восстановление участка трамвайной линии до остановки «Рибейра-де-Синтра» и ремонт подвижного состава. В сентябре начались работы по замене рельсов и контактной сети на всём протяжении трамвайной линии, от «Рибейры-де-Синтра» до «Праи-даш-Масанш» (хотя участок от «Рибейры-де-Синтра» до «Банзана» был закрыт ещё в 1974 году, рельсы остались лежать на своём месте). К декабрю рельсы на протяжении всей линии были разобраны, и на этом работы прекратились.
Таким образом, в 1996 и 1997 году трамвай не работал по причине отсутствия рельсов и проводов.
Больший участок трамвайной линии (8 км, «Прая-даш-Масанш» — «Рибейра-де-Синтра») был восстановлен в 1997 году, к 31 октября. Также в 1997—1998 годах в мастерских трамвайного хозяйства Лиссабона были восстановлены два трамвайных вагона из Синтры: закрытый моторный вагон № 4 и открытый вагон № 6.
В апреле 2003 года по заказу городского правления Синтры начались работы по восстановлению участка «Рибейра» — «Эштефания». Этот участок был открыт для нормальной эксплуатации 4 июля 2004 года. Теперь трамвайная линия имеет такую же длину, как и до закрытия в 1974 году.

## Перспективы
В будущем возможно продление линии трамвая до железнодорожного вокзала Синтры (800 метров от нынешней конечной остановки).

## Описание сети
Ширина колеи — 1000 мм. Длина линии составляет около 11 км (изначально, когда линия заходила в старый город, её длина составляла 12685 м). На линии имеется восемь остановок: «Синтра» (Эштефания) (Sintra (Estefania)) — «Монте-Сантуш» (Monte Santos) — «Рибейра-де-Синтра» (Ribeira de Sintra) — «Галамареш» (Galamares) — «Колареш» (Colares) — «Банзан» (Banzão)— «Пиньял-де-Назаре» (Pinhal de Nazaré)— «Прая-даш-Масанш» (Praia das Maçãs).
Главное депо расположено у остановки «Рибейра». С 2006 года на месте старого депо ведётся строительство нового, более просторного. Второе, небольшое, депо расположено у остановки «Банзан».

## Организация работы
В сезон 2007 (1 апреля — 31 октября) года трамваи работали в обычном режиме (по расписанию) с пятницы по воскресенье, во вторник, среду и четверг можно было заказать трамвай, понедельник был выходным днём. Цена билета в один конец составляла два евро.
В сезон 2007 года трамваи ходили с интервалом в один час с девяти утра пяти вечера. Время поездки в один конец составляло 45 минут.
По состоянию на январь 2015 трамвай работал с пятницы по воскресенье и совершал три рейса туда и обратно ежедневно, стоимость проезда — 3 евро.
По состоянию на лето 2016 года трамвай работал с 22 июня по 18 сентября,

пять раз в неделю, со среды по воскресенье,

и совершает шесть рейсов туда (из Синтры в 10:20, 12:00, 14:00, 15:00, 16:00, 17:00)

и столько же обратно (из Прая-даш-Масанш в 11:10, 13:00, 15:00, 16:00, 17:00, 18:00).

По состоянию на лето 2017 года трамвай работает с 19 июня по 24 сентября,

семь дней в неделю, со понедельника по воскресенье, и совершает по будним дням

шесть рейсов туда (из Синтры в 10:10, 12:00, 14:00, 15:00, 16:00, 18:00)

и столько же обратно (из Прая-даш-Масанш в 11:00, 13:00, 15:00, 16:00, 17:00, 19:00),

по выходным дням девять рейсов туда (из Синтры в 9:20, 10:10, 11:00, 12:00, 13:00, 14:00, 15:00, 16:00, 18:00)

и столько же обратно (из Прая-даш-Масанш в 10:10, 11:00, 12:00, 13:00, 14:00, 15:00, 16:00, 17:00, 19:00).

Время поездки в один конец составляет 45 минут.
Стоимость проезда — 3 евро (полный билет), 2 евро (для льготных категорий пассажиров).

## Подвижной состав
На линии используются исключительно двухосные трамваи.
- Вагон № 1 — открытый моторный вагон.
- Вагон № 1 (бывший лиссабонский № 615) — закрытый моторный вагон. Этот вагон был передан из Лиссабона (для этого пришлось изменить ширину колеи вагона с 900 н
- Вагон № 3 — закрытый моторный вагон. Построен в 1903 году фирмой Brill.
- Вагон № 4 — закрытый моторный вагон. Бывший лиссабонский трамвай, построен в 1945 году.
- Вагон № 6 — открытый моторный вагон. Построен в 1903 году фирмой Brill.
- Вагон № 7 — открытый моторный вагон. Построен в 1903 году фирмой Brill.
- Вагон № 9 — открытый прицепной вагон
- Вагон № 10 — закрытый прицепной вагон
- Вагон № 11 — открытый прицепной вагон. Планируется моторизация этого вагона.
- Вагон № 12 — открытый прицепной вагон.